# Governo Getúlio Vargas (1951-1954)
O último governo Getúlio Vargas corresponde ao período da história política brasileira que se inicia em 31 de janeiro de 1951, após o advogado vencer a Eleição presidencial de 1950 com 3 849 040 votos contra 2 342 384 votos para Eduardo Gomes e voltar à presidência, agora eleito por voto direto, tornando se o 17º Presidente do Brasil; e terminou em 24 de agosto de 1954 com o seu suicídio, assumindo o seu vice, Café Filho.
Seu governo foi marcado pela criação de estatais como Petrobras e BNDES, mas também como um período de grande instabilidade, com a oposição ferrenha de Carlos Lacerda, com denúncias de golpe e corrupção por parte do presidente, chegando ao seu ápice com o Atentado da Rua Toneleiro, crime do qual ele automaticamente virou suspeito pela opinião pública (depois seria descoberto que ele não foi o mandante), resultando em seu suicídio 19 dias depois.
No seu mandato, o PIB brasileiro cresceu em média 6,2%, mais do que a média de crescimento do seu primeiro mandato, de 4,3%.

## Eleição presidencial de 1950
Na eleição de outubro daquele ano, Dutra apoiou o candidato Cristiano Machado do PSD. A UDN novamente lançou a candidatura do brigadeiro Eduardo Gomes. Getúlio Vargas veio como candidato pela coligação entre o Partido Trabalhista Brasileiro (PTB) e o Partido Social Progressista (PSP). Até hoje, Vargas foi o primeiro e único a ganhar uma eleição presidencial sem vencer em Minas Gerais.
Na eleição, Haroldo Lobo e Marino Pinto emplacaram o jingle eleitoral Retrato do velho, em marchinha de carnaval, um dos mais famosos jingles eleitorais do Brasil.

## Presidência
Tancredo Neves, que foi seu Ministro da Justiça, disse, no livro Tancredo Fala de Getúlio, que, em seu segundo governo, Getúlio "tinha a preocupação de se libertar do ditador", e que disse a Tancredo: "Fui ditador porque as contingências do país me levaram à ditadura, mas quero ser um presidente constitucional dentro dos parâmetros fixados pela Constituição".

### Ministério
Getúlio trouxe para o ministério antigos aliados do tempo da Revolução de 1930, com os quais se reconciliou: Góis Monteiro (Estado Maior das Forças Armadas), Osvaldo Aranha, na Fazenda, João Neves da Fontoura e Vicente Rao, ambos nas Relações Exteriores, e ainda, Juracy Magalhães como o primeiro presidente da Petrobras e Batista Luzardo como embaixador na Argentina. O ex-tenente de 1930 Newton Estillac Leal foi ministro da Guerra até 1953. Reconciliou-se também com José Américo, que, na época, governava a Paraíba e que se licenciou do cargo de governador para ser ministro da Viação e Obras Públicas a partir de junho de 1953.
Luís Vergara, secretário particular de Getúlio, de 1928–1945, na citada obra Eu fui secretário de Getúlio, conta que Getúlio chamou o ministério empossado em 1951 de "ministério de experiência", o que causou mal-estar entre os ministros. Vergara diz que, "conhecendo-se o hábito de Getúlio de só falar o mínimo e o justo, a sua precaução em não exceder os limites do oportuno e do indispensável, o 'cochilo' revelava um enfraquecimento nos controles de auto vigilância e da contenção da linguagem", a que Vergara atribui a um começo de envelhecimento e ao esgotamento com "quinze anos ininterruptos em atividade governamental, preocupações multiplicadas, trabalho incessante, crises políticas, acidentes pessoais e em pessoas da família".
Getúlio teve um governo tumultuado devido a medidas administrativas que tomou e devido às acusações de corrupção que atingiram seu governo. Um polêmico reajuste do salário mínimo, em 100%, ocasionou, em fevereiro de 1954, um protesto público, em forma de manifesto à nação, dos militares, um dos quais foi Golbery do Couto e Silva, contra o governo, seguido da demissão do ministro do trabalho João Goulart.

### Principais Leis
- A lei nº 1 521, de 26 de dezembro de 1951, sobre crimes contra a economia popular, ainda em vigor; Os Crimes contra a Economia Popular, no Brasil, estão previstos na Lei nº 1 521/51 e referem-se a atos querem a livre concorrência ou que visem à formação de cartéis, oligopólios ou monopólios e à manipulação de preço e de tendências do mercado.[9]
- A lei nº 1 522,[9] de 26 de dezembro de 1951, que autoriza o governo federal a intervir no domínio econômico para assegurar a livre distribuição de produtos necessários ao consumo do povo. Esta lei foi substituída pela lei delegada nº 4,[10] em 26 de setembro de 1962;
- O decreto nº 30 363,[9] de 3 de janeiro de 1952, que dispôs sobre o retorno de capital estrangeiro, limitando-o a 8% do total dos lucros de empresas estrangeiras para o país de origem, revogado em 1991;
- O decreto nº 31 546,[11] de 6 de outubro de 1952, regulamentou o trabalho do menor aprendiz e vigorou até 2005;
- A lei nº 1 802,[12] de 5 de janeiro de 1953, que definia os crimes contra o Estado e a Ordem Política e Social, e que revogava a Lei de Segurança Nacional de 1935. A lei 1.802 vigorou até 1967 quando foi substituída por outra Lei de Segurança Nacional;
- A lei nº 2 083,[13] de 12 de novembro de 1953, sobre a liberdade de imprensa que vigorou até 1967;
- A Instrução Sumoc nº 70, de 1953, que criou o câmbio múltiplo e os leilões cambiais.[14]
- Getúlio sancionou a lei nº 2 252,[15] de 1 de julho de 1954, que dispunha sobre a corrupção de menores, esta lei vigorou até 2009, revogada pela lei nº 12 015.[16]

### Economia

O BNDES foi criado pelo Governo Federal em 1952, inicialmente constituía uma autarquia com o nome "BNDE".

Em 20 de junho de 1952, pela lei nº 1 628, é criado o Banco Nacional de Desenvolvimento Econômico, atual BNDES, como um Banco de Estado, tendo autonomia administrativa e personalidade jurídica própria.
Ao retornar de uma viagem ao Nordeste para ver de perto os estragos causados pela seca de 1951, o então Ministro da Fazenda, Horácio Láfer, apresentou exposição de motivos ao Presidente Getúlio Vargas para a fundamentação da lei que criaria o Banco. Em 19 de julho de 1952, pela lei nº 1 649, o Banco do Nordeste, um banco de desenvolvimento para promover o desenvolvimento sustentável da Região Nordeste do Brasil por meio do apoio financeiro aos agentes produtivos regionais.

Pela lei nº 1 779, de 22 de dezembro de 1952, o Instituto Brasileiro do Café (IBC), extinto em 1990.

A Petrobras foi criada em 1953.

Em 1953, houve uma grande mobilização nacional conhecida como a campanha "O petróleo é nosso", em 3 de outubro, pela citada Lei nº 2.004; foi criada a Petrobras e a regulação do setor petrolífero.
Em 29 de dezembro de 1953, a lei nº 2 145, criou a CACEX, Carteira de Comércio Exterior do Banco do Brasil, em 11 de janeiro de 1954, foi criado o seguro agrário, pela lei nº 2 168, não revogada até hoje.
Em 1951, Getúlio enfrenta, pela segunda vez, uma grande seca no Nordeste do Brasil (a primeira fora em 1932). Getúlio diz na Mensagem ao Congresso Nacional, referente a 1951, que, nesse ano, dobrou o número de migrantes do Nordeste do Brasil e do norte de Minas Gerais para São Paulo. Em 1950 foram 100 123, e, em 1951, 208 515 migrantes para São Paulo.

### Relações internacionais
Foi assinado, em março de 1952, um acordo de cooperação e ajuda militar entre o Brasil e os Estados Unidos. Este acordo vigorou de 1953 até 1977, quando o presidente Ernesto Geisel denunciou o mesmo.

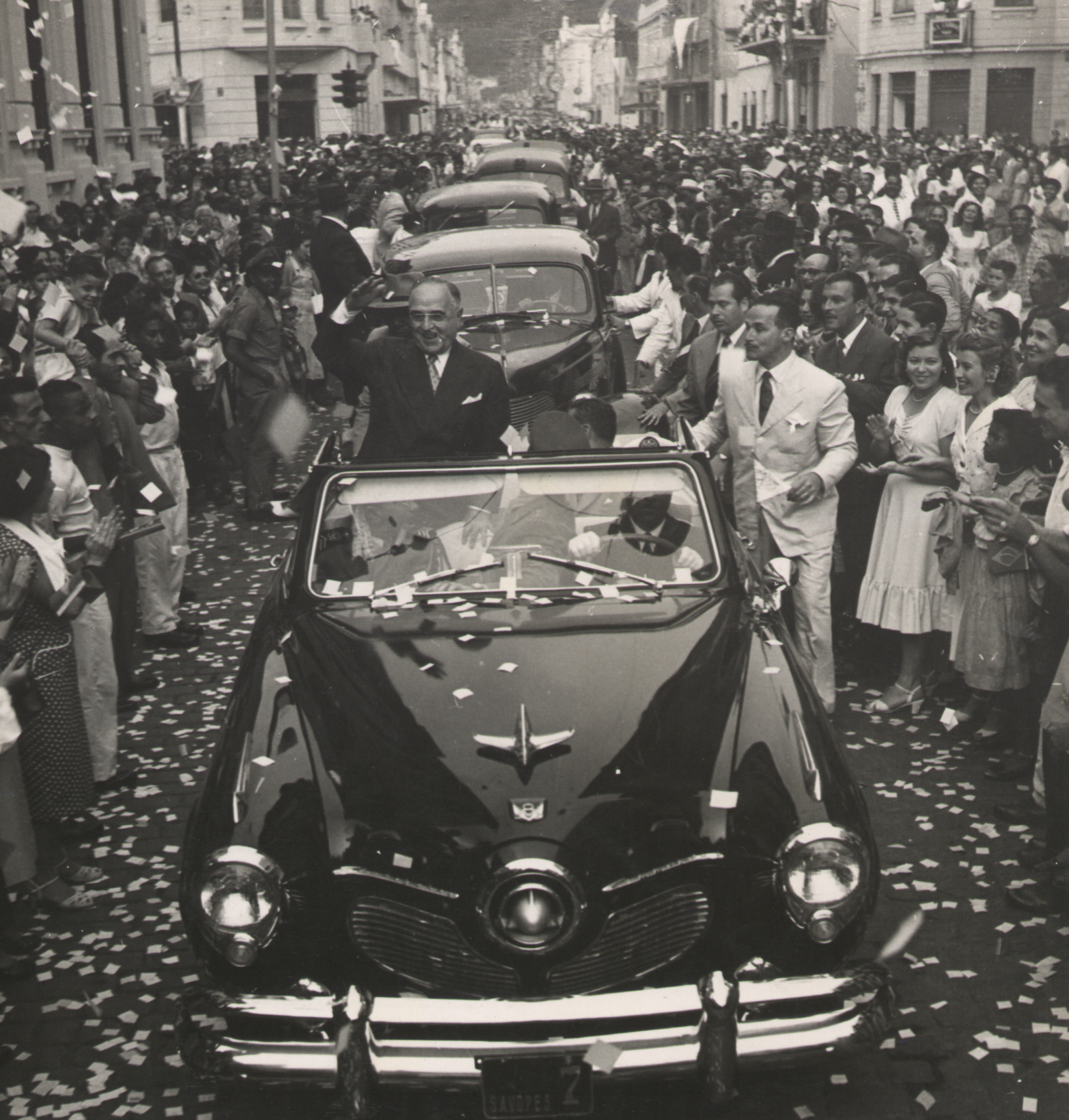
Getúlio desfilando em carro aberto pelas ruas de Vitória, Espírito Santo em 1951. Fotografia sob guarda do Arquivo Nacional.

### Corrupção
Houve uma série de acusações de corrupção a membros do governo e pessoas próximas a Getúlio, o que levou Getúlio a dizer que estava sentado em um "mar de lama". O caso mais grave de corrupção, que jogou grande parte da opinião pública contra Getúlio, foi a comissão parlamentar de inquérito (CPI) do jornal Última Hora, de propriedade de Samuel Wainer. Samuel Wainer era acusado por Carlos Lacerda e outros de receber dinheiro do Banco do Brasil para apoiar Getúlio. O jornal Última Hora era praticamente o único órgão de imprensa a apoiar Getúlio.

### O atentado da Rua Tonelero

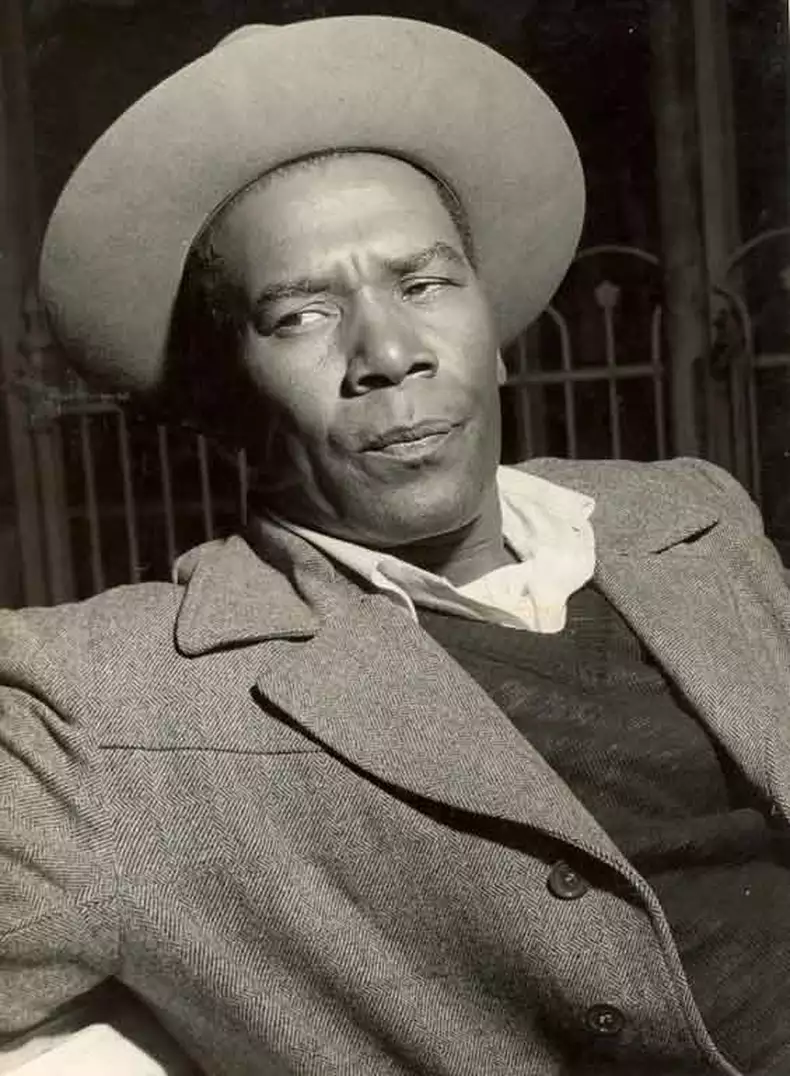
Gregório Fortunato, então chefe da guarda de Getúlio Vargas e condenado mandante do crime.

Na madrugada de 5 de agosto de 1954, um atentado a tiros de revólver, em frente ao edifício onde residia Carlos Lacerda, em Copacabana, no Rio de Janeiro, mata o major Rubens Florentino Vaz, da Força Aérea Brasileira (FAB), e fere, no pé, Carlos Lacerda, jornalista e o futuro deputado federal e governador da Guanabara e membro da UDN, que fazia forte oposição a Getúlio. O atentado foi atribuído a Alcino João do Nascimento e o auxiliar Climério Euribes de Almeida, membros da guarda pessoal de Getúlio, chamada pelo povo de "Guarda Negra". Esta guarda fora criada para a segurança de Getúlio, em maio de 1938, logo após um ataque de partidários do integralismo ao Palácio do Catete. Ao tomar conhecimento do atentado contra Carlos Lacerda na rua Tonelero, Getúlio disse: "Carlos Lacerda levou um tiro no pé. Eu levei dois tiros nas costas!".
A crise política que se instalou foi muito grave porque, além da importância de Carlos Lacerda, a FAB, à qual o major Vaz pertencia, tinha como grande herói o brigadeiro Eduardo Gomes, da UDN, que Getúlio derrotara nas eleições de 1950. A FAB criou uma investigação paralela do crime que recebeu o apelido de "República do Galeão". No dia 8 de agosto, foi extinta a "Guarda Negra".
Os jornais e as rádios davam em manchetes, todos os dias, a perseguição aos suspeitos. Alcino foi capturado no dia 13 de agosto. Climério foi finalmente capturado, no dia 17 de agosto, pelo coronel da Aeronáutica Délio Jardim de Matos que, posteriormente, chegaria a ser ministro da Aeronáutica. Na caçada aos suspeitos, chegou-se a utilizar uma novidade para a época, o helicóptero.
Gregório Fortunato, chefe da guarda pessoal do presidente Getúlio Vargas, chamado pelo povo simplesmente de Gregório, foi acusado de ser o mandante do atentado contra Lacerda. Gregório admitiria mais tarde perante à justiça ter sido o mandante. Em 1956, os acusados do crime foram levados a um primeiro julgamento: Gregório Fortunato foi condenado a 25 anos de prisão como mandante, pena reduzida a vinte anos por Juscelino Kubitschek e a quinze anos por João Goulart. Gregório foi assassinado em 1962, no Rio de Janeiro, dentro da penitenciária do Complexo Lemos de Brito, pelo também detento Feliciano Emiliano Damas.

### Suicídio

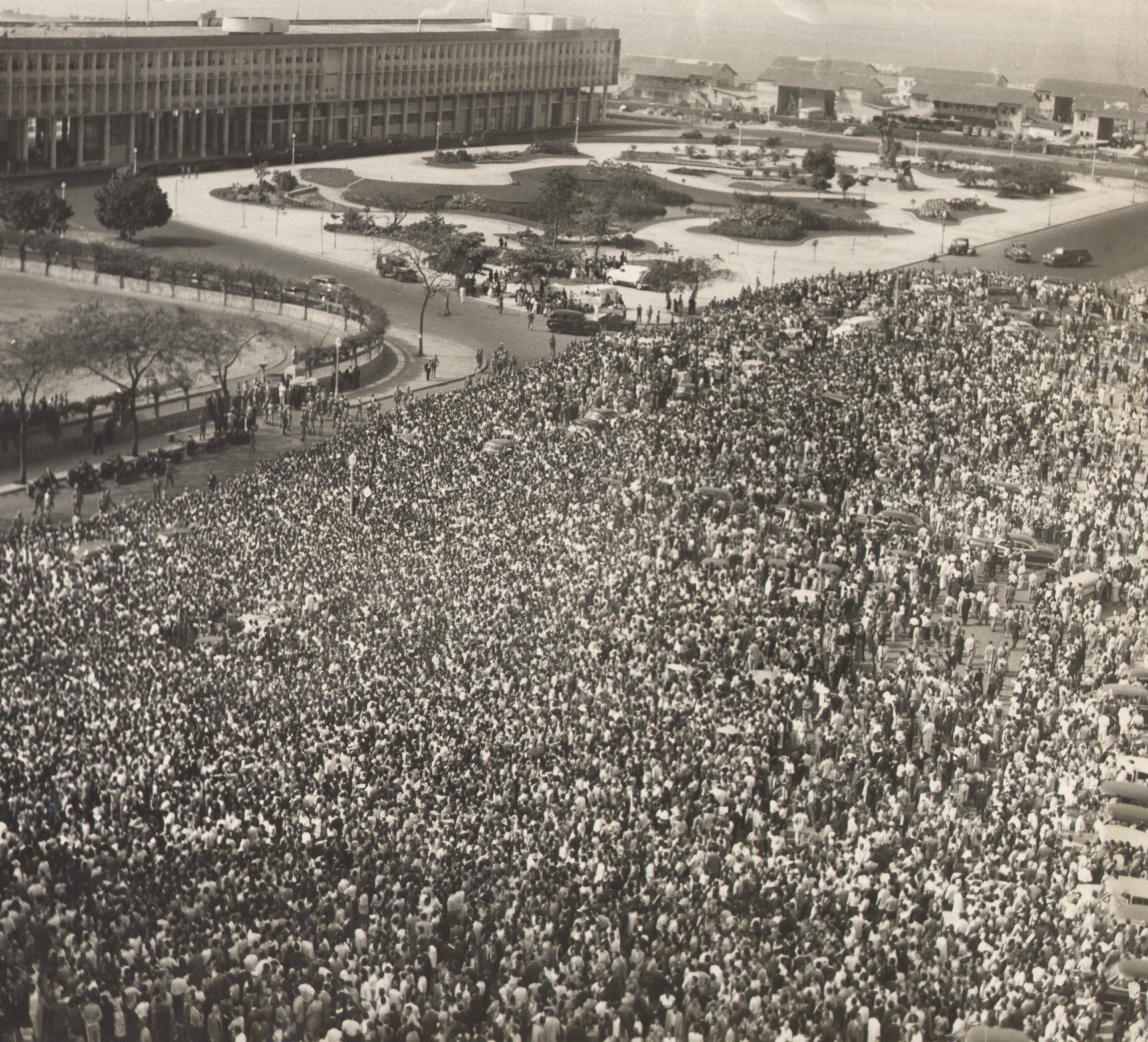
Cortejo do corpo de Vargas no Rio.

Completamente acuado, na manhã de 24 de agosto de 1954, no Palácio do Catete, Vargas deu um tiro no peito e deixou uma carta, em que o último trecho dizia: "...Lutei contra a espoliação do Brasil. Lutei contra a espoliação do povo. Tenho lutado de peito aberto. O ódio, as infâmias, a calúnia não abateram meu ânimo. Eu vos dei a minha vida. Agora vos ofereço minha morte. Nada receio. Serenamente dou o primeiro passo no caminho da eternidade e saio da vida para entrar na História". Esse documento ficou conhecido como Carta-testamento.
O cortejo que acompanhou o corpo do presidente ao Aeroporto Santos Dumont no dia 25 de agosto, de onde embarcou para São Borja, reuniu uma enorme multidão.
A reação da população surpreendeu, com protestos públicos e queima de jornais de oposição. Carlos Lacerda teve que sair do país com medo de represálias; historiadores até hoje debatem se o suicídio adiou o golpe militar de 1964.